# بیدستان (شاهرود)
بیدستان یک روستا در ایران است که در دهستان طرود شهرستان شاهرود واقع شده‌است. بیدستان ۲۷۲ نفر جمعیت دارد.
در ۱۷ کیلومتری شمال روستای بیدستان معدن مس قله چیلی قرار دارد.